# Thomas Richards
Pour les articles homonymes, voir Richards.
Ne pas confondre avec le joueur de rugby Tom Richards (1882-1935) et le monteur Thomas Richards (1899-1946).
Thomas John Henry « Tom » Richards  (né le 15 mars 1910 à Upper Cwmbran et mort le 19 janvier 1985 à Londres) est un athlète britannique gallois spécialiste du marathon. Licencié aux South London Harriers, il est membre du temple de la renommée des sports du pays de Galles depuis 2005 à titre posthume.

## Carrière

### Palmarès
| Date | Compétition           | Lieu    | Résultat | Performance     |
| ---- | --------------------- | ------- | -------- | --------------- |
| 1948 | Jeux olympiques d'été | Londres | 2e       | 2 h 35 min 07 s |

### Records
| Épreuve  | Performance     | Date |
| -------- | --------------- | ---- |
| Marathon | 2 h 29 min 54 s | 1954 |